# Stanisław Wrzosek
Stanisław Wrzosek (ur. 17 lipca 1957 w Warszawie) – polski prawnik, doktor habilitowany nauk ekonomicznych, profesor Instytutu Nauk Prawnych Wydziału Prawa, Prawa Kanonicznego i Administracji Katolickiego Uniwersytetu Lubelskiego Jana Pawła II oraz profesor zwyczajny Wyższej Szkoły Handlowej w Radomiu.

## Życiorys
W 1980 ukończył studia administracyjne na Uniwersytecie Warszawskim, 10 listopada 1986 obronił pracę doktorską, 24 października 1994 habilitował się na podstawie pracy zatytułowanej Ochrona środowiska w gospodarowaniu przestrzenią – rola organów państwowych i samorządu terytorialnego. 30 grudnia 2009 nadano mu tytuł profesora w zakresie nauk prawnych. Objął funkcję profesora na Wydziale Nauk Prawnych Wyższej Szkoły Handlowej w Radomiu, na Wydziale Zarządzania Politechniki Białostockiej, w Zakładzie Nauki Administracji na Wydziale Prawa Uniwersytetu Rzeszowskiego, w Katedrze Prawa Administracyjnego i Finansowego Przedsiębiorstw, Kolegium Nauk o Przedsiębiorstwie Szkoły Głównej Handlowej w Warszawie oraz Katedrze Prawa Administracyjnego na Wydziale Zamiejscowym Nauk Prawnych i Ekonomicznych w Tomaszowie Lubelskim Katolickiego Uniwersytetu Lubelskiego Jana Pawła II.
Był dyrektorem Instytutu Administracji Wydziału Prawa, Prawa Kanonicznego i Administracji Katolickiego Uniwersytetu Lubelskiego Jana Pawła II, kuratorem Katedry Prawa Administracyjnego na Wydziale Zamiejscowym Nauk Prawnych i Ekonomicznych w Tomaszowie Lubelskim Katolickiego Uniwersytetu Lubelskiego Jana Pawła II, przewodniczącym Zespołu do spraw Etyki Polskiej Komisja Akredytacyjnej, członkiem prezydium PKA, a także członkiem Zespołu ds. Opiniowania Wniosków o Ponowne Rozpatrzenie Sprawy Polskiej Komisja Akredytacyjnej.
Był rektorem Wyższej Szkoły Handlowej w Radomiu, profesorem nadzwyczajnym Katedry Nauki Administracji Wydziału Prawa i Administracji Uniwersytetu Rzeszowskiego, profesorem zwyczajnym Instytutu Administracji Wydziału Prawa, Prawa Kanonicznego i Administracji Katolickiego Uniwersytetu Lubelskiego Jana Pawła II.
Piastuje stanowisko profesora zwyczajnego Wyższej Szkoły Handlowej w Radomiu i profesora Instytutu Nauk Prawnych Wydziału Prawa, Prawa Kanonicznego i Administracji Katolickiego Uniwersytetu Lubelskiego Jana Pawła II.
Został odznaczony Srebrnym Krzyżem Zasługi (2004) i Krzyżem Kawalerskim Orderu Odrodzenia Polski (2023).